# ادکا
ادکا (آلمانی: Edeka) شرکت خرده‌فروشی آلمانی است، که در زمینه مدیریت شبکه گسترده‌ای از فروشگاه‌های زنجیره‌ای خرده‌فروشی، سوپرمارکت‌ها و هایپرمارکت‌ها فعالیت می‌کند.
شرکت ادکا در سال ۱۸۹۸ در شهر برلین، آلمان راه‌اندازی شد و در حال حاضر مالک شبکه‌ای از ۴٫۱۰۰ شعبه در سراسر اروپا می‌باشد. دفتر مرکزی این شرکت در شهر هامبورگ قرار دارد. زمینه ساختار این سازمان از نوع تعاونی است و ۵۰ درصد از این شرکت متعلق به ۴۵۰۰ تعاونی مستقل (مغازه‌داران با یک یا چندین واحد) در سطح کشور و ۵۰٪ مابقی متعلق به شرکت سهامی مرکزی است، که آن نیز با رعایت قوانین شرکت‌های سهامی به نوعی تابع قوانین «تعاونی» است.